# Miraflores (Boyacá)

Localização de Miraflores no departamento de Boyacá.

Miraflores é um município no departamento de Boyacá, na Colômbia.